# 維珍銀河團結號22任務
維珍銀河團結號22任務是在2021年7月11日時，由太空船2號維珍銀河團結號執行的次軌道太空飛行任務。機組人員包括正駕駛戴維·麥凱和副駕駛邁克爾·馬蘇奇（Michael Masucci），並搭載維珍銀河研究運營副總裁希利莎·班德拉（Sirisha Bandla）、首席運營工程師科林·班內特（Colin Bennett）、首席太空人教練貝斯·摩西、和集團創辦人理查·布蘭森4名乘客。

## 外部連結
- N202VG Virgin Galactic 1 Flight tracking history log （页面存档备份，存于）